# Trichellipsis fuscosignatus
Trichellipsis fuscosignatus là một loài bọ cánh cứng trong họ Cerambycidae.